# Distretto di Lince
Il distretto di Lince è un distretto del Perù che appartiene geograficamente e politicamente alla provincia e dipartimento di Lima. Ubicato a sud della capitale peruviana.
Sindaco (alcalde)
- 2019-2022: Vicente Amable Escalante
- 2007-2010: Fortunato Martín Príncipe Laines

## Data di fondazione
18 maggio del 1936

## Popolazione attuale
52 123 abitanti (INEI 2005) di cui il 57% sono donne e il 43% uomini

## Superficie
3,03 km²

## Distretti confinanti
Confina a nord con il distretto di Lima e con il distretto di Jesús María; a sud et a ovest con distretto di San Isidro;   a est con il distretto di La Victoria.

## Festività religiosa

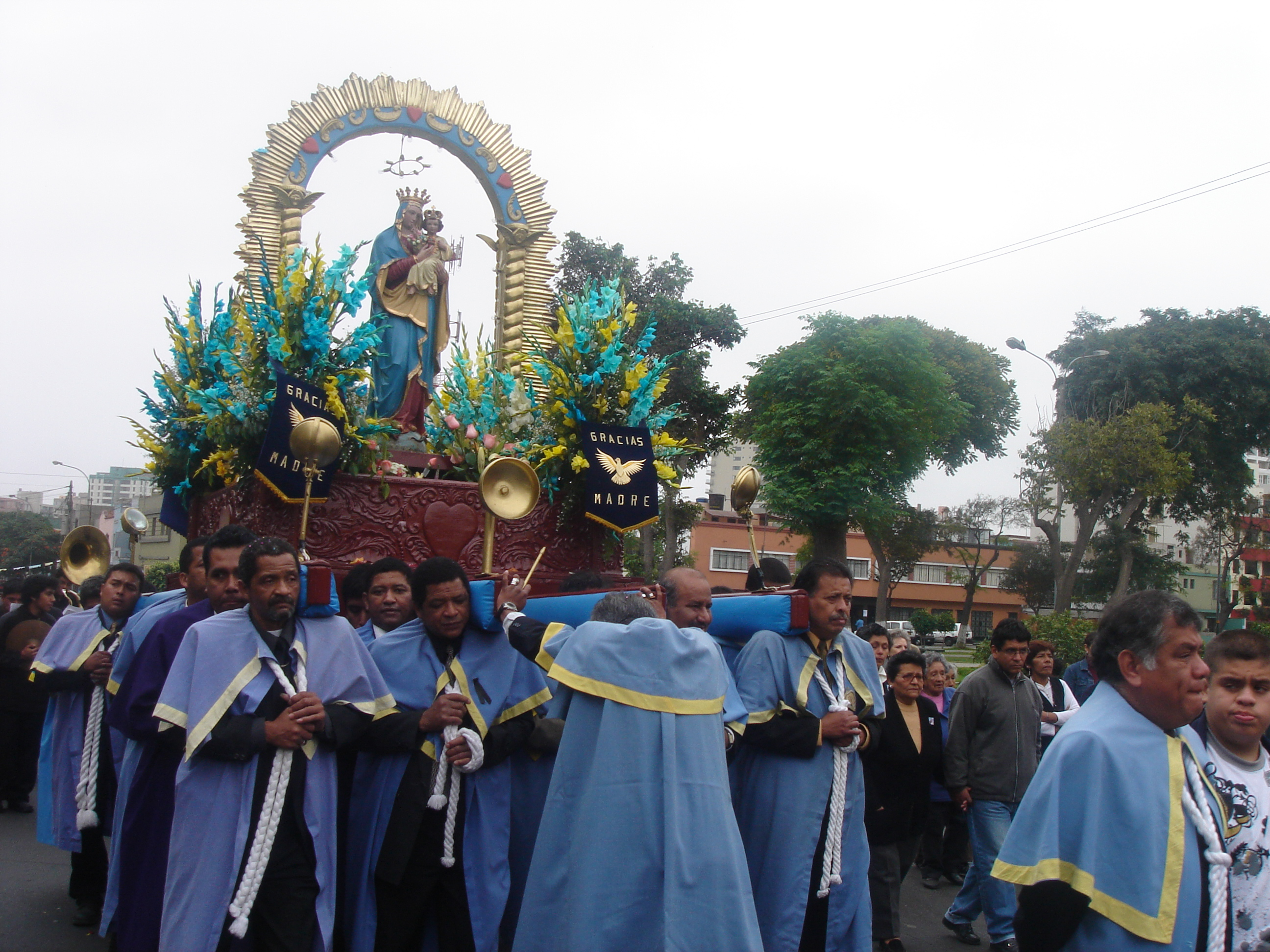
Sacro Cuore di Maria (2007)

- Maggio: Sacro Cuore di Maria
- Novembre: Signore dei Miracoli